# Spio blakei
Spio blakei är en ringmaskart som beskrevs av Maciolek 1990. Spio blakei ingår i släktet Spio och familjen Spionidae. Inga underarter finns listade i Catalogue of Life.